# Vasilij Kirillovič Tredjakovskij
Vasilij Kirillovič Tredjakovskij, o Trediakovskij, (in russo Василий Кириллович Тредиаковский (Тредьяковский)?; Astrachan', 5 marzo 1703 – San Pietroburgo, 17 agosto 1768), è stato un poeta e traduttore russo.
Figlio di un pope di Astrachan' di limitati mezzi economici ebbe modo di effettuare gli studi dapprima con i monaci cappuccini nella sua città, in seguito si trasferì a Mosca per attendere agli studi presso l'Accademia slavo-greco-latina.
Nel 1725 partì per un viaggio in Europa occidentale avendo come prima meta i Paesi Bassi. Dal 1727 al 1730 soggiornò a Parigi per frequentare la Sorbona, dove studiò matematica, filosofia, teologia e letteratura francese. Fu il primo letterato russo di estrazione popolare ad aver avuto una formazione accademica in un paese straniero.
Questo periodo di formazione ebbe una rilevante importanza nel successivo lavoro di Trediakovskij: il contatto con la vivace cultura illuministica europea, dominata da pensatori quali Montesquieu o Voltaire, ma in particolare la sua vicinanza allo storico Rollin, di cui fu assiduo allievo e di cui tradusse in russo l'Histoire de Rome, lo portarono ad acquisire non solo una buona cultura ma anche una nuova consapevolezza, fungendo da stimolo alla sua presa di coscienza riguardo al problema della lingua letteraria russa e le sue forme poetiche, che lo portarono in seguito a sviluppare le sue teorie sulla prosodia.
Nel 1730 rientrò in patria, a San Pietroburgo, e scrisse Stichí na ráznye slúčai (Versi per varie occasioni), poesie in russo, latino e francese, pubblicate insieme a Ezda v ostrov ljubvi, la sua traduzione (in parte in versi) di Voyage à l'isle d'amour di Paul Tallement. Riguardo alla sua produzione, sia originale sia di traduzione, la critica è generalmente piuttosto severa, riconoscendogli però alcuni spunti rilevanti per le soluzioni stilistiche adottate, al contempo gli stessi critici ravvisano nel suo lavoro di teorizzazione un'importanza fondamentale non solo nel suo tempo, ma, ancora agli inizi del XX secolo, veniva reputato attuale e di un certo spessore, definendolo "ancora interessante".
Due anni più tardi ricoprì il ruolo di traduttore all'Accademia delle scienze della capitale dove fece anche parte di una commissione creata con lo scopo di avviare lo sviluppo della lingua letteraria russa. Qui ebbe modo di organizzare organicamente le sue idee sulla metrica e sulla stessa lingua letteraria ed esplicitarle nella composizione della prima poesia russa in verso sillabotonico, Pozdravlenie baronu I. A. Korfu (Encomio al barone I. A. Korff).
Nel 1735 pubblicò uno studio, Novyj i kratkij sposob k složeniju rossijskich stichov, (Nuovo e breve sistema per comporre i versi russi), nel quale raccomandava l'adozione del verso sillabotonico, già presente nella poesia popolare, in luogo di quello sillabico di origine accademica.
 
Oltre a traduzioni dal francese, fra cui l'Arte poetica di Boileau, Le avventure di Telemaco di Fénelon, del 1766, e un romanzo che è stato il primo testo letterario in lingua russa non ecclesiastica, Tredjakovskij fu anche autore di versi lirici ed epici, fra cui il poema filosofico Feoptija, scritto fra il 1750 e il 1753.